# Vestingwerken van Terborg
De vestingwerken van Terborg waren de verdedigingswerken van de Nederlandse plaats Terborg. Het ging om een aarden wal en een gracht die samen met het kasteel Wisch bescherming boden aan Terborg. De verdedigingswerken zijn al vóór 1419 aangelegd, maar speelden na 1531 geen enkele strategische rol meer.

## Geschiedenis
Het eerste kasteel was het castrum Wische dat lag op de westoever van de Oude IJssel. Eind 13e eeuw stond op de oostelijke oever het novum castrum, de voorloper van het huidige kasteel Wisch. De nederzetting Terborg ontstond nabij deze burcht en werd in 1325 voor het eerst vermeld. In 1419 gaven Dirk en Hendrik van Wisch stadsrechten aan Terborg. De plaats beschikte toen reeds over een aarden omwalling en twee poorten.
In 1531 werd Terborg belegerd door de Gelderse veldheer Maarten van Rossum, omdat Joachim van Wisch in ongenade was gevallen toen die zich tegen hertog Karel van Gelre had gekeerd. Na een beleg van drie maanden werd Terborg ingenomen en zowel het stadje als het kasteel werden deels verwoest. De hertog ontnam Terborg zijn status als vesting. In combinatie met de verzanding van de Oude IJssel en de afgenomen macht van de heren Van Wisch maakte dit een einde aan de bloeitijd van Terborg. De vestingwerken zijn nooit meer hersteld en Terborg speelde daardoor geen rol van betekenis meer als strategische plaats. Het kasteel is nog wel hersteld in de 16e en 17e eeuw.
In de 19e eeuw werden de wal en de twee stadspoorten afgebroken. De gracht werd gedempt.

## Beschrijving
Terborg heeft nooit een stenen stadsmuur gehad. De middeleeuwse stadsverdediging bestond uit een aarden wal aan de noordzijde van het stadje. Op deze wal was waarschijnlijk een houten palissade aangebracht. Aan de zuidzijde werd Terborg beschermd door het kasteel.

### Gracht
Om Terborg heen lag een stadsgracht. Het noordelijke deel van deze gracht is midden 14e eeuw gedempt zodat er meer ruimte voor de huiserven ontstond. Vervolgens werd 21 meter noordelijker een nieuwe, 11 meter brede gracht uitgegraven. In de tweede helft van de 15e eeuw werd deze gracht opnieuw verplaatst in noordelijke richting; de nieuwe gracht was 14,5 meter breed en 1,5 meter diep.
In de 17e eeuw werd de noordelijke gracht deels gedempt met het zand van de aarden wal, waarna een steeds smaller wordende sloot overbleef. Rond 1800 werd hier de Walstraat aangelegd. In 1857 werd een deel van de resterende gracht gedempt, waarna tussen 1910 en 1939 de rest van de gracht verdween.

### Poorten
Er waren twee stadspoorten: aan de westzijde van de Hoofdstraat stond de Zandpoort (ook wel: Bergpoort), aan de oostzijde de Molenpoort (ook wel: IJsselpoort of Steenpoort). Rond 1450 is in ieder geval de Zandpoort in steen herbouwd. Het onderhoud voor deze poort lag bij de stad terwijl de Molenpoort door de heren Van Wisch werd onderhouden. 
De Zandpoort is in 1846 afgebroken, de Molenpoort kort na 1860. 
Alkmaar · Amsterdam · Borculo · Bredevoort · Coevorden · Enschede · Haarlem · Hattem · 's-Hertogenbosch · Huissen · Klundert · Lochem · Maastricht · Montfoort · Naarden · Ommen · Ootmarsum · Rhenen · Roermond · Rijssen 
· Sittard · Sneek · Steenbergen · Terborg · Valkenburg · Zaltbommel · Zwolle